# Franz Andrysek
Franz Josef Andrysek (Vienna, 8 febbraio 1906 – Vienna, 9 febbraio 1981) è stato un sollevatore austriaco.
Ha vinto la medaglia d'oro olimpica nel sollevamento pesi alle Olimpiadi 1928 svoltesi ad Amsterdam, nella categoria pesi piuma.
Ha partecipato anche alle Olimpiadi 1924, terminando al 18º posto.
Ha vinto anche la medaglia d'oro ai Campionati europei di Vienna 1929 e la medaglia di bronzo ai Campionati europei di Genova 1934, sempre nei pesi piuma.